# Michael Greis
Michael Greis (ur. 18 sierpnia 1976 w Füssen) – niemiecki biathlonista, trzykrotny mistrz olimpijski, wielokrotny medalista mistrzostw świata, a także zdobywca Pucharu Świata. Od 17 maja 2019 główny trener reprezentacji Polski kobiet w biathlonie.

## Kariera
Pierwszy sukces osiągnął w 1999 roku, zdobywając w kategorii juniorów złoty medal w sztafecie na mistrzostwach Europy w Iżewsku. Od początku XXI wieku zaliczał się do ścisłej czołówki światowej. W Pucharze Świata zadebiutował 28 lutego 2001 roku w Soldier Hollow, zajmując 66. miejsce w biegu indywidualnym. Pierwsze punkty wywalczył dwa dni później w tej samej miejscowości, zajmując szóste miejsce w sprincie. Na podium zawodów tego cyklu po raz pierwszy stanął 18 stycznia 2002 roku w Ruhpolding, kończąc rywalizację w sprincie na drugiej pozycji. Rozdzielił tam Francuza Raphaëla Poirée oraz Frode Andresena z Norwegii. W kolejnych startach jeszcze 33 razy stawał na podium, odnosząc przy tym jedenaście zwycięstw: 14 grudnia 2006 roku w Hochfilzen, 12 stycznia 2008 roku w Ruhpolding, 18 stycznia 2008 roku w Anterselvie i 19 marca 2009 roku w Trondheim triumfował w sprincie, 9 lutego 2005 roku i 11 lutego 2006 roku w Cesana San Sicario oraz 3 grudnia 2008 roku w Östersund wygrywał bieg indywidualny, 25 lutego 2006 roku w Cesana San Sicario i 11 lutego 2007 roku w Anterselvie zwyciężał w biegach masowych, a 13 stycznia 2008 roku w Ruhpolding i 29 lutego 2008 roku w Pjongczangu był najlepszy w biegu pościgowym. Ostatnie pucharowe podium wywalczył 20 stycznia 2011 roku w Anterselvie, zajmując drugie miejsce w sprincie.
Najlepsze wyniki osiągnął w sezonie 2006/2007, kiedy zwyciężył w klasyfikacji generalnej, wyprzedzając Norwega Ole Einara Bjørndalena i Raphaëla Poirée. Zwyciężył też w klasyfikacji sprintu, a w klasyfikacji biegu indywidualnego był drugi. Ponadto w sezonach 2004/2005, 2005/2006 i 2008/2009 wygrywał klasyfikację biegu indywidualnego.
Pierwszy medal wśród seniorów wywalczył w 2004 r., kiedy na mistrzostwach świata w Oberhofie zdobył złoty medal w składzie sztafety niemieckiej. Rok później podczas mistrzostw świata w Hochfilzen został wicemistrzem świata w biegu indywidualnym,  rozdzielając Czecha Romana Dostála i swego rodaka Ricco Großa. W 2005 roku zdobył też brązowy medal w sztafecie mieszanej na mistrzostwach świata w Chanty-Mansyjsku, gdzie wystartował razem z Uschi Disl, Kati Wilhelm i Ricco Großem.
Kolejne trzy medale wywalczył na mistrzostwach świata w Anterselvie w 2007 roku. Najpierw zdobył srebro w biegu indywidualnym, plasując się między Raphaëlem Poirée i Czechem Michalem Šlesingrem. Następnie wraz z kolegami z reprezentacji zajął trzecie miejsce w sztafecie. Ponadto zwyciężył w biegu masowym, wyprzedzając kolejnego Niemca - Andreasa Birnbachera i Raphaëla Poirée. Na rozgrywanych rok później mistrzostwach świata w Östersund nie zdobywał medali w startach indywidualnych. Za to wspólnie z Sabriną Buchholz, Magdaleną Neuner i Andreasem Birnbacherem zwyciężył w sztafecie mieszanej, a męska sztafeta niemiecka w składzie Michael Rösch, Alexander Wolf, Andreas Birnbacher i Michael Greis zajęła trzecie miejsce. W obu tych konkurencjach zdobył brązowe medale podczas mistrzostw świata w Pjongczangu w 2009 roku. Ostatni medal w zawodach tego cyklu zdobył w 2012 roku, razem z kolegami ze sztafety zajmując trzecie miejsce na mistrzostwach świata w Ruhpolding.
W 2002 roku wystartował na igrzyskach olimpijskich w Salt Lake City, zajmując 15. miejsce w sprincie i 16. w biegu pościgowym. Cztery lata później, podczas igrzysk olimpijskich w Turynie, pierwszego dnia zawodów sięgnął po złoto w biegu indywidualnym. O 16 sekund wyprzedził Ole Einara Bjørndalena, a o ponad minutę jego rodaka - Halvarda Hanevolda. W sprincie uplasował się poza czołową trzydziestką, jednak w biegu na dochodzenie był ósmy. Drugi złoty medal zdobył w składzie niemieckiej sztafety, wspólnie ze Svenem Fischerem, Ricco Großem i Michaelem Röschem. Ponadto zwyciężył w biegu masowym na 15 kilometrów, wygrywając o 6,3 sekundy z Tomaszem Sikorą. Brał też udział w igrzyskach w Vancouver w 2010 roku, gdzie zajął między innymi piątą pozycję w biegu pościgowym i sztafecie.
Jego trenerem był Fritz Fischer. W 2011 r. otrzymał medal Holmenkollen.
Na początku grudnia 2012 roku ogłosił zakończenie sportowej kariery.

## Osiągnięcia

### Zimowe igrzyska olimpijskie
| Rok  | Miejscowość    | Konkurencje | Konkurencje | Konkurencje | Konkurencje | Konkurencje | Konkurencje | Konkurencje |
| Rok  | Miejscowość    | IN          | SP          | PU          | MS          | RL          | MR          | SR          |
| ---- | -------------- | ----------- | ----------- | ----------- | ----------- | ----------- | ----------- | ----------- |
| 2002 | Salt Lake City | –           | 15.         | 16.         | nd.         | –           | nd.         | –           |
| 2006 | Turyn          | 1.          | 33.         | 8.          | 1.          | 1.          | nd.         | –           |
| 2010 | Vancouver      | 10.         | 21.         | 5.          | 10.         | 5.          | nd.         | –           |

### Mistrzostwa świata
| Rok  | Miejscowość     | Konkurencje | Konkurencje | Konkurencje | Konkurencje | Konkurencje | Konkurencje | Konkurencje |
| Rok  | Miejscowość     | IN          | SP          | PU          | MS          | RL          | MR          | SR          |
| ---- | --------------- | ----------- | ----------- | ----------- | ----------- | ----------- | ----------- | ----------- |
| 2002 | Oslo            | nd.         | nd.         | nd.         | 19.         | nd.         | nd.         | –           |
| 2003 | Chanty-Mansyjsk | –           | 29.         | DNS         | –           | –           | nd.         | –           |
| 2004 | Oberhof         | –           | 5.          | 9.          | 21.         | 1.          | nd.         | –           |
| 2005 | Hochfilzen      | 2.          | 6.          | 5.          | 10.         | 6.          | nd.         | –           |
| 2005 | Chanty-Mansyjsk | nd.         | nd.         | nd.         | nd.         | nd.         | 3.          | –           |
| 2007 | Anterselva      | 2.          | 19.         | 12.         | 1.          | 3.          | –           | –           |
| 2008 | Östersund       | 36.         | –           | –           | 13.         | 3.          | 1.          | –           |
| 2009 | Pjongczang      | 19.         | 7.          | 13.         | DNS         | 3.          | 3.          | –           |
| 2011 | Chanty-Mansyjsk | 7.          | 9.          | 11.         | 20.         | 7.          | –           | –           |
| 2012 | Ruhpolding      | 11.         | 26.         | 23.         | 22.         | 3.          | –           | –           |

### Puchar Świata

#### Miejsca w klasyfikacji generalnej
| Sezon     | Miejsce           |
| --------- | ----------------- |
| 2000/2001 | 46.               |
| 2001/2002 | 17.               |
| 2002/2003 | 26.               |
| 2003/2004 | 13.               |
| 2004/2005 | 9.                |
| 2005/2006 | 10.               |
| 2006/2007 | 1.                |
| 2007/2008 | 4.                |
| 2008/2009 | 4.                |
| 2009/2010 | 13.               |
| 2010/2011 | 6.                |
| 2011/2012 | 40.               |
| 2012/2013 | niesklasyfikowany |

#### Miejsca na podium w poszczególnych sezonach
| Sezon PŚ  | 1. miejsce | 2. miejsce | 3. miejsce | Razem |
| 2012/2013 | -          | -          | -          | -     |
| 2011/2012 | -          | -          | -          | -     |
| 2010/2011 | -          | 1          | 2          | 3     |
| 2009/2010 | -          | 1          | 1          | 2     |
| 2008/2009 | 2          | -          | -          | 2     |
| 2007/2008 | 4          | -          | 2          | 6     |
| 2006/2007 | 2          | 6          | 3          | 11    |
| 2005/2006 | 2          | -          | 2          | 4     |
| 2004/2005 | 1          | 1          | -          | 2     |
| 2003/2004 | -          | 1          | 1          | 2     |
| 2002/2003 | -          | -          | -          | -     |
| 2001/2002 | -          | 2          | -          | 2     |
| 2000/2001 | -          | -          | -          | -     |
| suma      | 11         | 12         | 11         | 34    |

#### Zwycięstwa w zawodach
| Lp. | Dzień       | Rok  | Miejscowość        | Konkurencja                | Pudła   | Czas biegu | Przypisy |
| --- | ----------- | ---- | ------------------ | -------------------------- | ------- | ---------- | -------- |
| 1.  | 9 lutego    | 2005 | Cesana San Sicario | Bieg indywidualny na 20 km | 0+0+0+0 | 53:18,7    | –        |
| 2.  | 11 lutego   | 2006 | Cesana San Sicario | Bieg indywidualny na 20 km | 0+1+0+0 | 54:23,0    | IO       |
| 3.  | 25 lutego   | 2006 | Cesana San Sicario | Bieg masowy na 15 km       | 0+0+1+0 | 47:20,02   | IO       |
| 4.  | 14 grudnia  | 2006 | Hochfilzen         | Sprint na 10 km            | 0+1     | 25:03,7    | –        |
| 5.  | 11 lutego   | 2007 | Anterselva         | Bieg masowy na 15 km       | 0+0+2+0 | 37:52,12   | MŚ       |
| 6.  | 12 stycznia | 2008 | Ruhpolding         | Sprint na 10 km            | 0+0     | 24:59,2    | –        |
| 7.  | 13 stycznia | 2008 | Ruhpolding         | Bieg pościgowy na 12,5 km  | 0+0+0+1 | 36:23,42   | –        |
| 8.  | 18 stycznia | 2008 | Anterselva         | Sprint na 10 km            | 0+0     | 25:05,4    | –        |
| 9.  | 29 lutego   | 2008 | Pjongczang         | Bieg pościgowy na 12,5 km  | 2+0+1+0 | 32:49,56   | –        |
| 10. | 3 grudnia   | 2008 | Östersund          | Bieg indywidualny na 20 km | 0+1+0+0 | 58:52,5    | –        |
| 11. | 19 marca    | 2009 | Trondheim          | Sprint na 10 km            | 0+0     | 26:11,3    | –        |

#### Miejsca na podium chronologicznie
| Lp. | Dzień        | Rok  | Miejscowość        | Konkurencja                | Lokata | Pudła   | Czas biegu | Strata  | Zwycięzca            |
| --- | ------------ | ---- | ------------------ | -------------------------- | ------ | ------- | ---------- | ------- | -------------------- |
| 1.  | 18 stycznia  | 2002 | Ruhpolding         | Sprint na 10 km            | 2.     | 0+0     | 24:22,8    | +17,3   | Raphaël Poirée       |
| 2.  | 9 marca      | 2002 | Östersund          | Sprint na 10 km            | 2.     | 0+0     | 26:53,6    | +13,9   | Sven Fischer         |
| 3.  | 11 stycznia  | 2004 | Pokljuka           | Bieg masowy na 15 km       | 3.     | 1+0+1+0 | 38:11,0    | +2,3    | Halvard Hanevold     |
| 4.  | 4 marca      | 2004 | Fort Kent          | Sprint na 10 km            | 2.     | 0+0     | 24:02,4    | +1:01,8 | Raphaël Poirée       |
| 5.  | 9 lutego     | 2005 | Cesana San Sicario | Bieg indywidualny na 20 km | 1.     | 0+0+0+0 | 53:18,7    | –       | –                    |
| 6.  | 9 marca      | 2005 | Hochfilzen         | Bieg indywidualny na 20 km | 2.     | 0+0+0+0 | 1:00:33,9  | +9,4    | Roman Dostal         |
| 7.  | 8 grudnia    | 2005 | Hochfilzen         | Bieg indywidualny na 20 km | 3.     | 0+0+1+0 | 54:01,4    | +12,8   | Raphaël Poirée       |
| 8.  | 14 stycznia  | 2006 | Ruhpolding         | Sprint na 10 km            | 3.     | 0+1     | 25:15,3    | +11,8   | Frode Andresen       |
| 9.  | 11 lutego    | 2006 | Cesana San Sicario | Bieg indywidualny na 20 km | 1.     | 0+1+0+0 | 54:23,0    | –       | –                    |
| 10. | 25 lutego    | 2006 | Cesana San Sicario | Bieg masowy na 15 km       | 1.     | 0+0+1+0 | 47:20,02   | –       | –                    |
| 11. | 30 listopada | 2006 | Östersund          | Bieg indywidualny na 20 km | 3.     | 0+0+0+1 | 52:11,3    | +32,7   | Ole Einar Bjørndalen |
| 12. | 2 grudnia    | 2006 | Östersund          | Sprint na 10 km            | 3.     | 0+1     | 24:33,4    | +17,2   | Ole Einar Bjørndalen |
| 13. | 8 grudnia    | 2006 | Hochfilzen         | Sprint na 10 km            | 2.     | 1+0     | 27:07,1    | +39,2   | Ole Einar Bjørndalen |
| 14. | 14 grudnia   | 2006 | Hochfilzen         | Sprint na 10 km            | 1.     | 0+1     | 25:03,7    | –       | –                    |
| 15. | 6 stycznia   | 2007 | Oberhof            | Sprint na 10 km            | 2.     | 1+0     | 28:41,9    | +3,5    | Nikołaj Krugłow      |
| 16. | 6 lutego     | 2007 | Anterselva         | Bieg indywidualny na 20 km | 2.     | 0+1+0+1 | 56:41,4    | +26,8   | Raphaël Poirée       |
| 17. | 11 lutego    | 2007 | Anterselva         | Bieg masowy na 15 km       | 1.     | 0+0+2+0 | 37:52,12   | –       | –                    |
| 18. | 4 marca      | 2007 | Lahti              | Bieg pościgowy na 12,5 km  | 2.     | 0+0+1+0 | 31:09,7    | +6,0    | Raphaël Poirée       |
| 19. | 8 marca      | 2007 | Oslo               | Bieg indywidualny na 20 km | 2.     | 0+0+1+0 | 56:57,2    | +5,5    | Raphaël Poirée       |
| 20. | 10 marca     | 2007 | Oslo               | Bieg pościgowy na 12,5 km  | 3.     | 1+0+1+1 | 31:58,5    | +55,9   | Ole Einar Bjørndalen |
| 21. | 18 marca     | 2007 | Chanty-Mansyjsk    | Bieg masowy na 15 km       | 2.     | 0+1+2+1 | 42:42,4    | +12,7   | Iwan Czeriezow       |
| 22. | 12 stycznia  | 2008 | Ruhpolding         | Sprint na 10 km            | 1.     | 0+0     | 24:59,2    | –       | –                    |
| 23. | 13 stycznia  | 2008 | Ruhpolding         | Bieg pościgowy na 12,5 km  | 1.     | 0+0+0+1 | 36:23,42   | –       | –                    |
| 24. | 18 stycznia  | 2008 | Anterselva         | Sprint na 10 km            | 1.     | 0+0     | 25:05,4    | –       | –                    |
| 25. | 19 stycznia  | 2008 | Anterselva         | Bieg pościgowy na 12,5 km  | 3.     | 0+1+2+1 | 33:15,3    | +28,7   | Björn Ferry          |
| 26. | 20 stycznia  | 2008 | Anterselva         | Bieg masowy na 15 km       | 3.     | 1+0+1+0 | 36:53,2    | +26,3   | Ole Einar Bjørndalen |
| 27. | 29 lutego    | 2008 | Pjongczang         | Bieg pościgowy na 12,5 km  | 1.     | 2+0+1+0 | 32:49,56   | –       | –                    |
| 28. | 3 grudnia    | 2008 | Östersund          | Bieg indywidualny na 20 km | 1.     | 0+1+0+0 | 58:52,5    | –       | –                    |
| 29. | 19 marca     | 2009 | Trondheim          | Sprint na 10 km            | 1.     | 0+0     | 26:11,3    | –       | –                    |
| 30. | 9 stycznia   | 2010 | Oberhof            | Sprint na 10 km            | 2.     | 0+2     | 28:47,8    | +2,8    | Jewgienij Ustiugow   |
| 31. | 14 stycznia  | 2010 | Ruhpolding         | Sprint na 10 km            | 3.     | 0+0     | 24:01,0    | +33,5   | Emil Hegle Svendsen  |
| 32. | 18 grudnia   | 2010 | Pokljuka           | Sprint na 10 km            | 3.     | 0+0     | 27:34,6    | +8,7    | Björn Ferry          |
| 33. | 16 stycznia  | 2011 | Ruhpolding         | Bieg pościgowy na 12,5 km  | 3.     | 0+0+0+0 | 32:03,5    | +6,9    | Björn Ferry          |
| 34. | 20 stycznia  | 2011 | Anterselva         | Sprint na 10 km            | 2.     | 0+0     | 23:46,2    | +10,0   | Anton Szypulin       |